# Janusz Zbudniewek
Janusz Zbudniewek (ur. 22 stycznia 1938 w Helenkowie) – polski duchowny rzymskokatolicki, paulin, historyk Kościoła.

## Życiorys
Wychowywał się w rodzinie rolniczej. W 1954 roku wstąpił do zakonu paulinów w Częstochowie. W 1960 roku złożył śluby wieczyste a dwa lata później przyjął święcenia kapłańskie z rąk biskupa Stefana Bareły. W latach 1962–1964 posługiwał jako duszpasterz w Wyższym Seminarium Duchownym Ojców Paulinów w Krakowie na Skałce a w latach 1964–1968 i 1973–1975 jako duszpasterz i prefekt gości na Jasnej Górze w Częstochowie. Stamtąd został przeniesiony na dwa lata do Brdowa, by pełnić funkcję katechety i rekolekcjonisty.
Równolegle z działalnością duszpasterską w konwentach paulińskich rozwijał swoje zainteresowania historyczne. W 1968 roku rozpoczął studia na wydziale historii Katolickiego Uniwersytetu Lubelskiego, podczas których uzyskał specjalność archiwisty, historyka sztuki kościelnej oraz tytuł magistra. W 1974 roku obronił doktorat a w 1992 rozprawę habilitacyjną. W 1998 roku otrzymał tytuł profesora.
Na przestrzeni kilkunastu lat był wykładowcą historii Kościoła na Akademii Teologii Katolickiej w Warszawie oraz w seminariach duchownych paulinów, bernardynów, salezjanów oraz w Instytucie Teologicznym w Częstochowie. Do września 2012 r. wykładał historię Kościoła w średniowieczu na Uniwersytecie Kardynała Stefana Wyszyńskiego w Warszawie, gdzie pełnił funkcję kierownika Katedry Historii Kościoła Średniowiecznego. W roku 1981 założył Studia Claromontana, rocznik poświęcony dziejom zakonu paulinów w Polsce i na świecie. Od samego początku tego rocznika aż do chwili obecnej jest jego redaktorem naczelnym. W grudniu 2008 roku był odpowiedzialny za organizację międzynarodowej konferencji historycznej poświęconej 700-leciu zatwierdzenia zakonu paulinów. Konferencja odbyła się na Jasnej Górze i zgromadziła historyków zakonu z kraju i zagranicy.
Został członkiem Warszawskiego Społecznego Komitetu Poparcia Jarosława Kaczyńskiego w przedterminowych wyborach prezydenckich w 2010.

## Wybrane publikacje
- Z dziejów Skałki, "Vox Eremi" 6: 1955, nr 9, s. 11–18, nr 10, s. 21–31, nr 11, s. 19–24.
- Bibliografia piśmiennictwa oblężenia Jasnej Góry w roku 1655 oraz jej obrońcy o. Augustyna Kordeckiego za lata 1655–1975, Warszawa 1975 (przy współpr. H. Czerwienia).
- Kopiarze dokumentów zakonu paulinów w Polsce do końca XVII wieku, "Archiwa, Biblioteki i Muzea Kościelne" 34: 1977, s. 293–344; 35: 1977, s. 145–197.
- Człowiek wiary i pracowitości – o. Innocenty Pokorski (1656–1734), "Studia Claromontana" 2: 1981 s. 116–171.
- Klejnoty Jasnej Góry, Warszawa 1982 (przy współpr. J. Samka).
- Wokół przemian i ewolucji kultu Matki Bożej Jasnogórskiej, „Ateneum Kapłańskie” 74: 1982, z. 1, s. 28–42.
- Inwentarz archiwum klasztoru paulinów w Brdowie, "Archiwa, Biblioteki i Muzea Kościelne" 46: 1983 s. 371–393.
- Jasnogórski rękopis "Regestrum Confraternitatis Fratrum S. Pauli Primi Heremitae" z lat 1517–1613, "Studia Claromontana" 6: 1985, s. 240–374.
- Fundacja sanktuarium, parafii i klasztoru w Leśnej Podlaskiej, "Studia Claromontana" 9: 1988, s. 387–399.
- Jasna Góra w latach okupacji hitlerowskiej, Kraków 1991.
- Rola Jasnej Góry w dobie kontrreformacji, "Saeculum Christianum" 1: 1994, nr 1, s. 85–107.
- Fundacje paulinów w XVII i XVIII wieku, "Saeculum Christianum" 1: 1994, nr 2, s. 65–82.
- Katalog Archiwum Klasztoru Paulinów w Krakowie na Skałce, "Archiwa Biblioteki i Muzea Kościelne" 64: 1995, s. 83–363.
- Historyczna rola sanktuarium św. Stanisława w Krakowie na Skałce wczoraj i dziś, "Studia Claromontana" 17: 1997, s. 5–26.
- À propos sprowadzenia cudownego obrazu Matki Bożej na Jasną Górę, "Studia Claromontana" 21: 2003, s. 633–666.
- Paulini przełomu XVI i XVII wieku w dziele szerzenia kultu maryjnego, "Studia Claromontana 23: 2005, s. 103–132.
- Zbiór dokumentów zakonu paulinów w Polsce, t. 2, Warszawa 2004.
- Bibliografia Zakonu Paulinów za lata 1500–1990 (2 części), Warszawa 2008 (przy współpr. H. Czerwienia).